# Siren (Wisconsin)
Siren es una villa ubicada en el condado de Burnett en el estado estadounidense de Wisconsin. En el Censo de 2010 tenía una población de 806 habitantes y una densidad poblacional de 243,69 personas por km².

## Geografía
Siren se encuentra ubicada en las coordenadas 45°47′00″N 92°22′54″O / 45.78333, -92.38167. Según la Oficina del Censo de los Estados Unidos, Siren tiene una superficie total de 3.31 km², de la cual 3.21 km² corresponden a tierra firme y (3.05%) 0.1 km² es agua.

## Demografía
Según el censo de 2010, había 806 personas residiendo en Siren. La densidad de población era de 243,69 hab./km². De los 806 habitantes, Siren estaba compuesto por el 89.95% blancos, el 0.25% eran afroamericanos, el 4.09% eran amerindios, el 0.37% eran asiáticos, el 0% eran isleños del Pacífico, el 0.5% eran de otras razas y el 4.84% pertenecían a dos o más razas. Del total de la población el 2.36% eran hispanos o latinos de cualquier raza.